# Cistudinomyia
Cistudinomyia is een vliegengeslacht uit de familie van de dambordvliegen (Sarcophagidae).

## Soorten
- C. cistudinis (Aldrich, 1916)